# Élections cantonales de 2001 en Ille-et-Vilaine
Les élections cantonales françaises de 2001 ont eu lieu les 11 et 18 mars 2001, conjointement avec les élections municipales.

## Assemblée départementale sortante
Avant les élections, le conseil général d'Ille-et-Vilaine est présidé par le Centre des démocrates sociaux. 
Il comprend 53 conseillers généraux issus des 53 cantons d'Ille-et-Vilaine, 26 d'entre eux sont renouvelables lors de ces élections.
| Parti                              | Sigle | Élus |
| ---------------------------------- | ----- | ---- |
| Majorité (27 sièges)               |       |      |
| Union pour la démocratie française | UDF   | 10   |
| Rassemblement pour la République   | RPR   | 9    |
| Divers droite                      | DVD   | 6    |
| Démocratie libérale                | DL    | 2    |
| Opposition (26 sièges)             |       |      |
| Parti socialiste                   | PS    | 24   |
| Parti radical de gauche            | PRG   | 2    |
| Président du conseil général       |       |      |
| Pierre Méhaignerie (UDF)           |       |      |

## Résultats à l'échelle du département
| Partis politiques ou coalitions | Partis politiques ou coalitions          | Premier tour | Premier tour | Premier tour | Second tour | Second tour | Second tour | Total | Total |
| Partis politiques ou coalitions | Partis politiques ou coalitions          | Voix         | %            | Sièges       | Voix        | %           | Sièges      | Total | Total |
| ------------------------------- | ---------------------------------------- | ------------ | ------------ | ------------ | ----------- | ----------- | ----------- | ----- | ----- |
|                                 | Parti socialiste                         | 41 026       | 20,92        | 0            | 41 414      | 32,21       | 7           | 7     |       |
|                                 | Divers gauche                            | 23 937       | 12,20        | 0            | 21 884      | 17,02       | 4           | 4     |       |
|                                 | Les Verts                                | 16 778       | 8,55         | 0            |             |             |             |       |       |
|                                 | Parti communiste français                | 7 313        | 3,73         | 0            |             |             |             |       |       |
|                                 | Parti radical de gauche                  | 5 809        | 2,96         | 1            | 2 300       | 1,79        | 0           | 1     |       |
|                                 | Gauche parlementaire                     | 94 863       | 48,37        | 1            | 65 598      | 51,03       | 11          | 12    |       |
|                                 |                                          |              |              |              |             |             |             |       |       |
|                                 | Union pour la démocratie française (UDF) | 45 565       | 23,23        | 4            | 28 338      | 22,04       | 3           | 7     |       |
|                                 | Divers droite                            | 33 670       | 17,17        | 1            | 29 109      | 22,64       | 5           | 6     |       |
|                                 | Rassemblement pour la République (RPR)   | 5 901        | 3,01         | 0            | 5 515       | 4,29        | 0           | 0     |       |
|                                 | Démocratie libérale                      | 3 351        | 1,71         | 1            |             |             |             | 1     |       |
|                                 | Rassemblement pour la France             | 645          | 0,33         | 0            |             |             |             |       |       |
|                                 | Droite parlementaire                     | 89 132       | 45,44        | 6            | 62 962      | 48,98       | 8           | 14    |       |
|                                 |                                          |              |              |              |             |             |             |       |       |
|                                 | Front national                           | 7 434        | 3,79         |              |             |             |             |       |       |
|                                 | Mouvement national républicain           | 1 528        | 0,78         |              |             |             |             |       |       |
|                                 | Extrême-gauche                           | 1 242        | 0,63         |              |             |             |             |       |       |
|                                 | Union démocratique bretonne              | 1 920        | 0,95         |              |             |             |             |       |       |
|                                 |                                          |              |              |              |             |             |             |       |       |
| Inscrits                        | Inscrits                                 | 308 490      | 100,00       |              | 233 591     | 100,00      |             |       |       |
| Abstentions                     | Abstentions                              | 103 512      | 33,55        |              | 99 358      | 42,54       |             |       |       |
| Votants                         | Votants                                  | 204 978      | 66,45        |              | 134 233     | 57,46       |             |       |       |
| Blancs et nuls                  | Blancs et nuls                           | 8 842        | 4,31         |              | 5 673       | 4,23        |             |       |       |
| Exprimés                        | Exprimés                                 | 196 136      | 95,69        |              | 128 560     | 95,77       |             |       |       |

### Résultats en nombre de sièges
| Parti | Sièges mis en jeu | Élus | Évolution |
| ----- | ----------------- | ---- | --------- |
| PS    | 12                | 9    | -3        |
| PRG   | 1                 | 2    | +1        |
| DVD   | 0                 | 5    | +5        |
| UDF   | 6                 | 7    | +1        |
| RPR   | 5                 | 2    | -3        |
| DL    | 2                 | 1    | -1        |

### Assemblée départementale à l'issue des élections
| Parti                              | Sigle | Élus |
| ---------------------------------- | ----- | ---- |
| Majorité (28 sièges)               |       |      |
| Divers droite                      | DVD   | 12   |
| Union pour la démocratie française | UDF   | 10   |
| Rassemblement pour la République   | RPR   | 6    |
| Opposition (25 sièges)             |       |      |
| Parti socialiste                   | PS    | 21   |
| Parti radical de gauche            | PRG   | 3    |
| Divers gauche                      | DVG   | 1    |
| Président du conseil général       |       |      |
| Marie-Joseph Bissonnier (UMP)      |       |      |

## Résultats par canton

### Canton d'Antrain
| Candidats  | Candidats          | Étiquette  | Premier tour | Premier tour | Second tour | Second tour |
| Candidats  | Candidats          | Étiquette  | Voix         | %            | Voix        | %           |
| ---------- | ------------------ | ---------- | ------------ | ------------ | ----------- | ----------- |
|            | Michel Lahogue *   | App.PS     | 1 855        | 36,83        | 2 194       | 46,06       |
|            | Daniel Prévost     | DVD        | 1 802        | 35,78        | 2 569       | 53,94       |
|            | Jules Ferron       | DVD        | 900          | 17,87        | Retrait     | Retrait     |
|            | Paul Daoulas       | Verts      | 230          | 4,57         |             |             |
|            | Didier Gratien     | FN         | 132          | 2,62         |             |             |
|            | Jean-Louis Bedelet | PCF        | 118          | 2,34         |             |             |
|            |                    |            |              |              |             |             |
| Inscrits   | Inscrits           | Inscrits   | 6 549        | 100,00       | 6 549       | 100,00      |
| Abstention | Abstention         | Abstention | 1 256        | 19,18        | 1 573       | 24,02       |
| Votants    | Votants            | Votants    | 5 293        | 80,82        | 4 976       | 75,98       |
| Exprimés   | Exprimés           | Exprimés   | 5 037        | 95,16        | 4 763       | 95,72       |

*sortant

### Canton d'Argentré-du-Plessis
| Candidats  | Candidats           | Étiquette  | Premier tour | Premier tour |
| Candidats  | Candidats           | Étiquette  | Voix         | %            |
| ---------- | ------------------- | ---------- | ------------ | ------------ |
|            | Émile Blandeau *    | UDF        | 3 778        | 59,61        |
|            | Henri Durand        | DVG        | 1 767        | 27,88        |
|            | Maurice Perrigault  | PS         | 429          | 6,77         |
|            | Jean-Luc Manoury    | FN         | 342          | 3,24         |
|            | Gilles Le Guevellou | PCF        | 88           | 1,39         |
|            |                     |            |              |              |
| Inscrits   | Inscrits            | Inscrits   | 9 008        | 100,00       |
| Abstention | Abstention          | Abstention | 2 253        | 25,01        |
| Votants    | Votants             | Votants    | 6 755        | 74,99        |
| Exprimés   | Exprimés            | Exprimés   | 6 338        | 93,83        |

*sortant

### Canton de Betton
| Candidats  | Candidats             | Étiquette  | Premier tour | Premier tour | Second tour | Second tour |
| Candidats  | Candidats             | Étiquette  | Voix         | %            | Voix        | %           |
| ---------- | --------------------- | ---------- | ------------ | ------------ | ----------- | ----------- |
|            | Philippe Tourtelier * | PS         | 4 480        | 43,47        | 4 481       | 57,32       |
|            | Sylvain Gallier       | UDF        | 3 327        | 32,29        | 3 336       | 42,68       |
|            | Thierry Anneix        | Verts      | 1 805        | 17,52        | Retrait     | Retrait     |
|            | André Poulain         | FN         | 392          | 3,80         |             |             |
|            | Sylvie Mouster        | PCF        | 301          | 2,92         |             |             |
|            |                       |            |              |              |             |             |
| Inscrits   | Inscrits              | Inscrits   | 16 524       | 100,00       | 16 524      | 100,00      |
| Abstention | Abstention            | Abstention | 5 868        | 35,51        | 8 469       | 51,25       |
| Votants    | Votants               | Votants    | 10 656       | 64,49        | 8 055       | 48,75       |
| Exprimés   | Exprimés              | Exprimés   | 10 305       | 96,71        | 7 817       | 97,05       |

*sortant

### Canton de Chateaugiron
| Candidats  | Candidats           | Étiquette  | Premier tour | Premier tour | Second tour | Second tour |
| Candidats  | Candidats           | Étiquette  | Voix         | %            | Voix        | %           |
| ---------- | ------------------- | ---------- | ------------ | ------------ | ----------- | ----------- |
|            | Louis Hubert        | UDF        | 4 634        | 43,92        | 5 161       | 57,90       |
|            | Daniel Ostoréro*    | App.PS     | 4 207        | 39,88        | 3 752       | 42,10       |
|            | Marcel Géraud       | DVD        | 803          | 7,61         |             |             |
|            | Geneviève Lespagnol | PCF        | 482          | 4,57         |             |             |
|            | Rodolphe Husset     | FN         | 342          | 3,24         |             |             |
|            | Fernande Renault    | MNR        | 82           | 0,78         |             |             |
|            |                     |            |              |              |             |             |
| Inscrits   | Inscrits            | Inscrits   | 15 798       | 100,00       | 15 798      | 100,00      |
| Abstention | Abstention          | Abstention | 4 731        | 29,95        | 6 635       | 42,00       |
| Votants    | Votants             | Votants    | 11 067       | 70,05        | 9 163       | 58,00       |
| Exprimés   | Exprimés            | Exprimés   | 10 550       | 95,33        | 8 913       | 97,27       |

*sortant

### Canton de Châteauneuf-d'Ille-et-Vilaine
| Candidats  | Candidats              | Étiquette  | Premier tour | Premier tour |
| Candidats  | Candidats              | Étiquette  | Voix         | %            |
| ---------- | ---------------------- | ---------- | ------------ | ------------ |
|            | Jean-Francis Richeux * | DL         | 3 351        | 55,78        |
|            | Christian Jouquand     | PRG        | 989          | 16,46        |
|            | Joël Masseron          | DVG        | 717          | 11,94        |
|            | Charles Micheletti     | Verts      | 370          | 6,16         |
|            | Gilbert Pondemer       | DVG        | 348          | 5,79         |
|            | Guy Nobilet            | FN         | 161          | 2,68         |
|            | Jean Drouin            | MNR        | 71           | 1,18         |
|            |                        |            |              |              |
| Inscrits   | Inscrits               | Inscrits   | 8 073        | 100,00       |
| Abstention | Abstention             | Abstention | 1 856        | 22,99        |
| Votants    | Votants                | Votants    | 6 217        | 77,01        |
| Exprimés   | Exprimés               | Exprimés   | 6 007        | 96,62        |

*sortant

### Canton de Dinard
| Candidats  | Candidats             | Étiquette  | Premier tour | Premier tour | Second tour | Second tour |
| Candidats  | Candidats             | Étiquette  | Voix         | %            | Voix        | %           |
| ---------- | --------------------- | ---------- | ------------ | ------------ | ----------- | ----------- |
|            | Charles Thépaut *     | App.RPR    | 3 825        | 33,34        | 6 337       | 62,50       |
|            | Marius Mallet         | App.UDF    | 3 247        | 28,31        | Retrait     | Retrait     |
|            | Gérard Lajus          | PS         | 2 656        | 23,15        | 3 802       | 37,50       |
|            | Marie-France Corfuret | FN         | 491          | 4,28         |             |             |
|            | Claude Pondemer       | PCF        | 458          | 3,99         |             |             |
|            | Tristan Josseaume     | MNR        | 343          | 2,99         |             |             |
|            |                       |            |              |              |             |             |
| Inscrits   | Inscrits              | Inscrits   | 17 906       | 100,00       | 17 906      | 100,00      |
| Abstention | Abstention            | Abstention | 5 986        | 33,43        | 7 281       | 40,66       |
| Votants    | Votants               | Votants    | 11 920       | 66,57        | 10 625      | 59,34       |
| Exprimés   | Exprimés              | Exprimés   | 11 471       | 96,23        | 10 139      | 95,43       |

*sortant

### Canton de Dol-de-Bretagne
Michel Esneu (RPR), élu depuis 1988 ne se représente pas.
| Candidats  | Candidats           | Étiquette  | Premier tour | Premier tour | Second tour | Second tour |
| Candidats  | Candidats           | Étiquette  | Voix         | %            | Voix        | %           |
| ---------- | ------------------- | ---------- | ------------ | ------------ | ----------- | ----------- |
|            | Joseph Gardon       | App.RPR    | 2 994        | 46,69        | 3 551       | 60,69       |
|            | Jean-Michel Lessard | PRG        | 1 194        | 18,62        | 2 300       | 39,31       |
|            | Pierre Le Calvez    | PS         | 872          | 13,60        |             |             |
|            | Armelle Manetti     | Verts      | 778          | 12,13        |             |             |
|            | Yves de la Herverie | FN         | 360          | 5,61         |             |             |
|            | Mauricette Moure    | PCF        | 214          | 3,34         |             |             |
|            |                     |            |              |              |             |             |
| Inscrits   | Inscrits            | Inscrits   | 9 198        | 100,00       | 9 198       | 100,00      |
| Abstention | Abstention          | Abstention | 2 407        | 26,17        | 3 053       | 33,19       |
| Votants    | Votants             | Votants    | 6 791        | 73,83        | 6 145       | 66,81       |
| Exprimés   | Exprimés            | Exprimés   | 6 412        | 94,42        | 5 851       | 95,22       |

### Canton de Fougères-Nord
| Candidats  | Candidats        | Étiquette  | Premier tour | Premier tour | Second tour | Second tour |
| Candidats  | Candidats        | Étiquette  | Voix         | %            | Voix        | %           |
| ---------- | ---------------- | ---------- | ------------ | ------------ | ----------- | ----------- |
|            | Louis Feuvrier*  | App.PS     | 5 098        | 48,80        | 5 796       | 64,77       |
|            | Daniel Leroy     | UDF        | 2 946        | 28,20        | 3 153       | 35,23       |
|            | Jean-Marc Weiler | Verts      | 1 186        | 11,35        |             |             |
|            | Françoise Payen  | PCF        | 694          | 6,64         |             |             |
|            | Claude Grée      | FN         | 521          | 4,99         |             |             |
|            | Jean-Noël Simon  | SE         | 2            | 0,02         |             |             |
|            |                  |            |              |              |             |             |
| Inscrits   | Inscrits         | Inscrits   | 16 834       | 100,00       | 16 834      | 100,00      |
| Abstention | Abstention       | Abstention | 5 702        | 33,87        | 7 323       | 43,50       |
| Votants    | Votants          | Votants    | 11 132       | 66,13        | 9 511       | 56,50       |
| Exprimés   | Exprimés         | Exprimés   | 10 447       | 93,85        | 8 949       | 94,09       |

*sortant

### Canton de La Guerche-de-Bretagne
Patrick Lassourd sénateur RPR, élu depuis 1988 ne se représente pas.
| Candidats  | Candidats                | Étiquette  | Premier tour | Premier tour |
| Candidats  | Candidats                | Étiquette  | Voix         | %            |
| ---------- | ------------------------ | ---------- | ------------ | ------------ |
|            | Michel Theudes           | DVD        | 2 946        | 51,30        |
|            | Joseph Aulnette          | DVD        | 1 720        | 29,95        |
|            | Conchita Plancon Moroc'h | PS         | 696          | 12,12        |
|            | Albert Papin             | FN         | 258          | 4,49         |
|            | Joseph Demeulemeester    | PCF        | 123          | 2,14         |
|            |                          |            |              |              |
| Inscrits   | Inscrits                 | Inscrits   | 8 114        | 100,00       |
| Abstention | Abstention               | Abstention | 1 910        | 23,54        |
| Votants    | Votants                  | Votants    | 6 204        | 76,46        |
| Exprimés   | Exprimés                 | Exprimés   | 5 743        | 92,57        |

### Canton de Guichen
| Candidats  | Candidats         | Étiquette  | Premier tour | Premier tour | Second tour | Second tour |
| Candidats  | Candidats         | Étiquette  | Voix         | %            | Voix        | %           |
| ---------- | ----------------- | ---------- | ------------ | ------------ | ----------- | ----------- |
|            | Marcel Hamel*     | App.PS     | 4 926        | 49,81        | 4 906       | 64,63       |
|            | Véronique Bedouin | DVD        | 2 124        | 21,48        | 2 685       | 35,37       |
|            | Anne Cheradame    | Verts      | 1 211        | 12,25        |             |             |
|            | Daniel Bossard    | DVG        | 778          | 7,87         |             |             |
|            | Claude Jouault    | FN         | 480          | 4,85         |             |             |
|            | Jean-Yves Aubry   | PCF        | 370          | 3,74         |             |             |
|            |                   |            |              |              |             |             |
| Inscrits   | Inscrits          | Inscrits   | 15 377       | 100,00       | 15 377      | 100,00      |
| Abstention | Abstention        | Abstention | 5 043        | 32,80        | 7 546       | 49,07       |
| Votants    | Votants           | Votants    | 10 334       | 67,20        | 7 831       | 50,93       |
| Exprimés   | Exprimés          | Exprimés   | 9 889        | 95,69        | 7 591       | 96,94       |

*sortant

### Canton de Janzé
Danielle Dufeu UDF, élu depuis 1994 ne se représente pas.
| Candidats  | Candidats                  | Étiquette  | Premier tour | Premier tour | Second tour | Second tour |
| Candidats  | Candidats                  | Étiquette  | Voix         | %            | Voix        | %           |
| ---------- | -------------------------- | ---------- | ------------ | ------------ | ----------- | ----------- |
|            | Paul Chaussée              | DVD        | 2 419        | 38,54        | 3 476       | 70,62       |
|            | Jean-Claude Dubois         | UDF (*)    | 1 779        | 28,35        | Retrait     | Retrait     |
|            | Juliette Jamier Soulabille | PS         | 1 447        | 23,03        | 1 446       | 29,38       |
|            | Sylvie Larue               | PCF        | 240          | 3,82         |             |             |
|            | Richard Enfroy             | FN         | 200          | 3,19         |             |             |
|            | Marcel Havard              | DVD        | 191          | 3,04         |             |             |
|            |                            |            |              |              |             |             |
| Inscrits   | Inscrits                   | Inscrits   | 8 829        | 100,00       | 8 829       | 100,00      |
| Abstention | Abstention                 | Abstention | 2 270        | 25,71        | 3 638       | 41,21       |
| Votants    | Votants                    | Votants    | 6 569        | 74,29        | 5 191       | 58,79       |
| Exprimés   | Exprimés                   | Exprimés   | 6 276        | 95,54        | 4 922       | 94,82       |

### Canton de Maure-de-Bretagne
| Candidats  | Candidats          | Étiquette  | Premier tour | Premier tour | Second tour | Second tour |
| Candidats  | Candidats          | Étiquette  | Voix         | %            | Voix        | %           |
| ---------- | ------------------ | ---------- | ------------ | ------------ | ----------- | ----------- |
|            | Marcel Joly *      | UDF        | 1 689        | 41,80        | 1 904       | 57,13       |
|            | Pierre-Yves Reboux | UDF-CDS    | 1 109        | 27,44        | 1 429       | 42,87       |
|            | Robert Maleuvre    | DVD        | 688          | 17,03        | Retrait     | Retrait     |
|            | Jean Mauvoisin     | Verts      | 336          | 8,31         |             |             |
|            | Armande de Bel Air | PCF        | 110          | 2,72         |             |             |
|            | Gilles Gnovanova   | FN         | 109          | 2,70         |             |             |
|            |                    |            |              |              |             |             |
| Inscrits   | Inscrits           | Inscrits   | 5 252        | 100,00       | 5 252       | 100,00      |
| Abstention | Abstention         | Abstention | 1 076        | 20,49        | 1 716       | 32,67       |
| Votants    | Votants            | Votants    | 4 176        | 79,51        | 3 536       | 67,33       |
| Exprimés   | Exprimés           | Exprimés   | 4 041        | 96,77        | 3 333       | 94,26       |

*sortant

### Canton de Montauban-de-Bretagne
| Candidats  | Candidats          | Étiquette  | Premier tour | Premier tour |
| Candidats  | Candidats          | Étiquette  | Voix         | %            |
| ---------- | ------------------ | ---------- | ------------ | ------------ |
|            | Marie Daugan *     | UDF-CDS    | 3 269        | 65,26        |
|            | André Demay        | PS         | 1 279        | 25,53        |
|            | Pierrick Deshayes  | RPF        | 194          | 3,87         |
|            | Patricia Beaudelot | FN         | 146          | 2,91         |
|            | Annick Brouxel     | PCF        | 121          | 2,42         |
|            |                    |            |              |              |
| Inscrits   | Inscrits           | Inscrits   | 6 734        | 100,00       |
| Abstention | Abstention         | Abstention | 1 523        | 22,62        |
| Votants    | Votants            | Votants    | 5 211        | 77,38        |
| Exprimés   | Exprimés           | Exprimés   | 5 009        | 96,12        |

*sortant

### Canton de Montfort-sur-Meu
| Candidats  | Candidats          | Étiquette  | Premier tour | Premier tour | Second tour | Second tour |
| Candidats  | Candidats          | Étiquette  | Voix         | %            | Voix        | %           |
| ---------- | ------------------ | ---------- | ------------ | ------------ | ----------- | ----------- |
|            | Victor Préauchat * | PS         | 5 418        | 48,64        | 5 577       | 65,02       |
|            | Gérard Demaure     | DVD        | 1 895        | 17,01        | 3 001       | 34,95       |
|            | Dominique Cloarec  | DVD        | 1524         | 13,68        |             |             |
|            | Yves Sauvage       | Verts      | 1 406        | 12,62        |             |             |
|            | Marcel Colin       | FN         | 384          | 3,45         |             |             |
|            | Alfred Legros      | PCF        | 378          | 3,39         |             |             |
|            | Sylvain Averty     | MNR        | 133          | 1,19         |             |             |
|            |                    |            |              |              |             |             |
| Inscrits   | Inscrits           | Inscrits   | 17 101       | 100,00       | 17 101      | 100,00      |
| Abstention | Abstention         | Abstention | 5 505        | 32,19        | 8 134       | 45,57       |
| Votants    | Votants            | Votants    | 11 596       | 67,81        | 8 967       | 54,43       |
| Exprimés   | Exprimés           | Exprimés   | 11 138       | 96,05        | 8 578       | 95,66       |

*sortant

### Canton de Mordelles
| Candidats  | Candidats              | Étiquette  | Premier tour | Premier tour | Second tour | Second tour |
| Candidats  | Candidats              | Étiquette  | Voix         | %            | Voix        | %           |
| ---------- | ---------------------- | ---------- | ------------ | ------------ | ----------- | ----------- |
|            | Christian Le Maout *   | PS         | 4 957        | 43,77        | 5 938       | 57,85       |
|            | Loïc Blin              | UDF        | 3 779        | 33,37        | 4 326       | 42,15       |
|            | Jean-Baptiste Lagrange | Verts      | 1 498        | 13,23        |             |             |
|            | Monique Martin         | PCF        | 496          | 4,38         |             |             |
|            | Christian Ressort      | FN         | 407          | 3,59         |             |             |
|            | Jean-Marie Landru      | MNR        | 189          | 1,67         |             |             |
|            |                        |            |              |              |             |             |
| Inscrits   | Inscrits               | Inscrits   | 17 508       | 100,00       | 17 508      | 100,00      |
| Abstention | Abstention             | Abstention | 5 754        | 32,87        | 6 874       | 39,26       |
| Votants    | Votants                | Votants    | 11 754       | 67,13        | 10 634      | 60,74       |
| Exprimés   | Exprimés               | Exprimés   | 11 326       | 96,36        | 10 264      | 96,52       |

*sortant

### Canton de Redon
Alain Madelin DL, élu depuis 1994 ne se représente pas.
| Candidats  | Candidats          | Étiquette  | Premier tour | Premier tour | Second tour | Second tour |
| Candidats  | Candidats          | Étiquette  | Voix         | %            | Voix        | %           |
| ---------- | ------------------ | ---------- | ------------ | ------------ | ----------- | ----------- |
|            | Jean-Michel Bollé  | DVD (*)    | 3 822        | 46,69        | 4 308       | 56,00       |
|            | Jean-Paul Thomas   | PS         | 2 376        | 29,03        | 3 385       | 44,00       |
|            | Émile Granville    | UDB        | 801          | 9,78         |             |             |
|            | Michel Leclercq    | Verts      | 571          | 6,98         |             |             |
|            | Jean-Marie Lebrand | FN         | 313          | 3,82         |             |             |
|            | André Domenech     | PCF        | 303          | 3,70         |             |             |
|            |                    |            |              |              |             |             |
| Inscrits   | Inscrits           | Inscrits   | 12 456       | 100,00       | 12 456      | 100,00      |
| Abstention | Abstention         | Abstention | 4 025        | 32,31        | 4 424       | 35,52       |
| Votants    | Votants            | Votants    | 8 431        | 67,69        | 8 032       | 64,48       |
| Exprimés   | Exprimés           | Exprimés   | 8 186        | 97,09        | 7 693       | 95,78       |

### Canton de Rennes-Nord-Ouest
| Candidats  | Candidats          | Étiquette  | Premier tour | Premier tour | Second tour | Second tour |
| Candidats  | Candidats          | Étiquette  | Voix         | %            | Voix        | %           |
| ---------- | ------------------ | ---------- | ------------ | ------------ | ----------- | ----------- |
|            | Philippe Rouault   | UDF        | 3 569        | 41,65        | 4 160       | 51,52       |
|            | Frédéric Venien *  | PS         | 3 042        | 35,50        | 3 915       | 48,48       |
|            | Jean-Marie Goater  | Verts      | 801          | 9,35         |             |             |
|            | Jean-Pierre Gaudin | LO         | 349          | 4,07         |             |             |
|            | Éric Berroche      | PCF        | 266          | 3,10         |             |             |
|            | Michel Genin       | UDB        | 218          | 2,54         |             |             |
|            | Christian Barbier  | FN         | 214          | 2,50         |             |             |
|            | Geneviève Mague    | MNR        | 110          | 1,28         |             |             |
|            |                    |            |              |              |             |             |
| Inscrits   | Inscrits           | Inscrits   | 15 597       | 100,00       | 15 597      | 100,00      |
| Abstention | Abstention         | Abstention | 6 761        | 43,35        | 7 272       | 46,62       |
| Votants    | Votants            | Votants    | 8 836        | 56,65        | 8 325       | 53,38       |
| Exprimés   | Exprimés           | Exprimés   | 8 569        | 96,98        | 8 075       | 97,00       |

*sortant

### Canton de Rennes-Nord-Est
| Candidats  | Candidats                         | Étiquette  | Premier tour | Premier tour | Second tour | Second tour |
| Candidats  | Candidats                         | Étiquette  | Voix         | %            | Voix        | %           |
| ---------- | --------------------------------- | ---------- | ------------ | ------------ | ----------- | ----------- |
|            | Yves Préault *                    | PS         | 1 900        | 36,76        | 2 806       | 52,68       |
|            | Olivier Onfroy de Verez           | DVD        | 1 228        | 23,76        | 2 521       | 47,32       |
|            | Marie-Véronique Warnier de Wailly | DVD        | 642          | 12,42        |             |             |
|            | Nicole Kiil-Nielsen               | Verts      | 610          | 11,80        |             |             |
|            | Raymond Madec                     | LO         | 271          | 5,24         |             |             |
|            | Jean-Michel Héry                  | PCF        | 189          | 3,66         |             |             |
|            | Robert Bellay                     | FN         | 131          | 2,53         |             |             |
|            | Éliane Leclercq                   | UDB        | 104          | 2,01         |             |             |
|            | Pierre Janton                     | MNR        | 93           | 1,80         |             |             |
|            |                                   |            |              |              |             |             |
| Inscrits   | Inscrits                          | Inscrits   | 10 621       | 100,00       | 10 621      | 100,00      |
| Abstention | Abstention                        | Abstention | 5 302        | 49,92        | 5 105       | 48,07       |
| Votants    | Votants                           | Votants    | 5 319        | 50,08        | 5 516       | 51,93       |
| Exprimés   | Exprimés                          | Exprimés   | 5 168        | 97,16        | 5 327       | 96,57       |

*sortant

### Canton de Rennes-Centre-Sud
| Candidats  | Candidats        | Étiquette  | Premier tour | Premier tour | Second tour | Second tour |
| Candidats  | Candidats        | Étiquette  | Voix         | %            | Voix        | %           |
| ---------- | ---------------- | ---------- | ------------ | ------------ | ----------- | ----------- |
|            | Jeannine Huon *  | PS         | 1 871        | 38,93        | 2 967       | 60,22       |
|            | Brigitte Moulin  | UDF        | 1 189        | 24,74        | 1 960       | 39,78       |
|            | Pascale Loget    | Verts      | 855          | 17,79        |             |             |
|            | Michèle Le Roux  | RPR        | 247          | 5,14         |             |             |
|            | Michel Deniel    | PCF        | 211          | 4,39         |             |             |
|            | Andrée Monnier   | UDB        | 123          | 2,56         |             |             |
|            | Simone Balarot   | FN         | 117          | 2,43         |             |             |
|            | Pierre Maugendre | MNR        | 114          | 2,37         |             |             |
|            | Cyril Dallois    | DVD        | 64           | 1,33         |             |             |
|            | Denis Darpeix    | DVD        | 15           | 0,31         |             |             |
|            |                  |            |              |              |             |             |
| Inscrits   | Inscrits         | Inscrits   | 9 809        | 100,00       | 9 809       | 100,00      |
| Abstention | Abstention       | Abstention | 4 834        | 49,28        | 4 655       | 47,46       |
| Votants    | Votants          | Votants    | 4 975        | 50,72        | 5 154       | 52,54       |
| Exprimés   | Exprimés         | Exprimés   | 4 806        | 96,60        | 4 927       | 95,60       |

*sortant

### Canton de Rennes-Sud-Ouest
| Candidats  | Candidats         | Étiquette  | Premier tour | Premier tour | Second tour | Second tour |
| Candidats  | Candidats         | Étiquette  | Voix         | %            | Voix        | %           |
| ---------- | ----------------- | ---------- | ------------ | ------------ | ----------- | ----------- |
|            | Daniel Delaveau * | PS         | 3 188        | 35,36        | 4 659       | 55,66       |
|            | Yannick Le Moing  | RPR        | 2 793        | 30,98        | 3 712       | 44,34       |
|            | Daniel Salmon     | Verts      | 1 686        | 18,70        | Retrait     | Retrait     |
|            | Christian Benoist | PCF        | 968          | 10,74        |             |             |
|            | Yannick Marie     | FN         | 381          | 4,23         |             |             |
|            |                   |            |              |              |             |             |
| Inscrits   | Inscrits          | Inscrits   | 16 626       | 100,00       | 16 626      | 100,00      |
| Abstention | Abstention        | Abstention | 7 286        | 43,82        | 7 831       | 47,10       |
| Votants    | Votants           | Votants    | 9 340        | 56,18        | 8 795       | 52,90       |
| Exprimés   | Exprimés          | Exprimés   | 9 016        | 96,53        | 8 371       | 95,18       |

*sortant

### Canton de Rennes-Bréquigny
| Candidats  | Candidats         | Étiquette  | Premier tour | Premier tour | Second tour | Second tour |
| Candidats  | Candidats         | Étiquette  | Voix         | %            | Voix        | %           |
| ---------- | ----------------- | ---------- | ------------ | ------------ | ----------- | ----------- |
|            | François Richou * | PS         | 1 704        | 40,92        | 2 438       | 59,59       |
|            | Chrystelle Jouffe | UDF        | 1 043        | 25,05        | 1 653       | 40,41       |
|            | Joël Morfoisse    | Verts      | 521          | 12,51        |             |             |
|            | Josette Grimaud   | LO         | 271          | 6,51         |             |             |
|            | Brigitte Neveu    | FN         | 207          | 4,97         |             |             |
|            | Christian Gendron | PRG        | 160          | 3,84         |             |             |
|            | Wilfried Lunel    | PCF        | 136          | 3,27         |             |             |
|            | Guy Aline         | MNR        | 122          | 2,93         |             |             |
|            |                   |            |              |              |             |             |
| Inscrits   | Inscrits          | Inscrits   | 9 228        | 100,00       | 9 228       | 100,00      |
| Abstention | Abstention        | Abstention | 4 891        | 53,00        | 4 911       | 53,22       |
| Votants    | Votants           | Votants    | 4 337        | 47,00        | 4 317       | 46,78       |
| Exprimés   | Exprimés          | Exprimés   | 4 164        | 96,01        | 4 091       | 94,76       |

*sortant

### Canton de Saint-Aubin-du-Cormier
| Candidats  | Candidats            | Étiquette  | Premier tour | Premier tour | Second tour | Second tour |
| Candidats  | Candidats            | Étiquette  | Voix         | %            | Voix        | %           |
| ---------- | -------------------- | ---------- | ------------ | ------------ | ----------- | ----------- |
|            | Pierre Renault *     | RPR        | 1 531        | 32,77        | 1 803       | 40,34       |
|            | Jean Taillandier     | PRG        | 1 352        | 28,94        | 2 667       | 59,66       |
|            | Marie-Thérèse Auneau | DVG        | 1087         | 23,27        | Retrait     | Retrait     |
|            | Jean-Loup Le Cuff    | UDB        | 399          | 8,54         |             |             |
|            | Joël Boissoles       | Verts      | 170          | 3,64         |             |             |
|            | Reginald Issigonis   | FN         | 105          | 2,25         |             |             |
|            | Victor Gacon         | PCF        | 28           | 0,60         |             |             |
|            |                      |            |              |              |             |             |
| Inscrits   | Inscrits             | Inscrits   | 6 044        | 100,00       | 6 044       | 100,00      |
| Abstention | Abstention           | Abstention | 1 181        | 19,54        | 1 316       | 21,77       |
| Votants    | Votants              | Votants    | 4 863        | 80,46        | 4 728       | 78,23       |
| Exprimés   | Exprimés             | Exprimés   | 4 672        | 96,07        | 4 470       | 94,54       |

*sortant

### Canton de Saint-Malo-Nord
| Candidats  | Candidats             | Étiquette  | Premier tour | Premier tour |
| Candidats  | Candidats             | Étiquette  | Voix         | %            |
| ---------- | --------------------- | ---------- | ------------ | ------------ |
|            | Catherine Jacquemin * | UDF-CDS    | 6 390        | 52,84        |
|            | Denise Caron          | PS         | 2 254        | 18,64        |
|            | Yannick Le Brelot     | Verts      | 1 414        | 11,69        |
|            | Monique Beaujean      | FN         | 487          | 4,03         |
|            | Jean-Charles Le Sager | PCF        | 403          | 3,33         |
|            | Philippe Joulain      | PT         | 351          | 2,90         |
|            | Patrick Méallier      | UDB        | 275          | 2,27         |
|            | Patrick Le Guillou    | MNR        | 271          | 2,24         |
|            |                       |            |              |              |
| Inscrits   | Inscrits              | Inscrits   | 21 207       | 100,00       |
| Abstention | Abstention            | Abstention | 8 617        | 40,63        |
| Votants    | Votants               | Votants    | 12 590       | 59,37        |
| Exprimés   | Exprimés              | Exprimés   | 12 092       | 96,04        |

*sortant

### Canton de Saint-Méen-le-Grand
André Guillou RPR, élu depuis ne se représente pas.
| Candidats  | Candidats           | Étiquette  | Premier tour | Premier tour | Second tour | Second tour |
| Candidats  | Candidats           | Étiquette  | Voix         | %            | Voix        | %           |
| ---------- | ------------------- | ---------- | ------------ | ------------ | ----------- | ----------- |
|            | Maurice Théaud      | DVD        | 2 034        | 40,11        | 2 601       | 57,98       |
|            | Francis Levrel      | DVD        | 931          | 18,36        | 1 885       | 42,02       |
|            | Denis Levrel        | DVD        | 688          | 13,57        |             |             |
|            | Jean-Jacque Merceur | UDF        | 650          | 12,82        |             |             |
|            | Patrice Lenfant     | PS         | 335          | 6,61         |             |             |
|            | Jean-Luc Daubaire   | Verts      | 191          | 3,77         |             |             |
|            | Cyrill Gnovanona    | FN         | 132          | 2,60         |             |             |
|            | Jean-Paul Noblet    | PCF        | 110          | 2,17         |             |             |
|            |                     |            |              |              |             |             |
| Inscrits   | Inscrits            | Inscrits   | 6 622        | 100,00       | 6 622       | 100,00      |
| Abstention | Abstention          | Abstention | 1 406        | 21,23        | 1 880       | 28,39       |
| Votants    | Votants             | Votants    | 5 216        | 78,77        | 4 742       | 71,61       |
| Exprimés   | Exprimés            | Exprimés   | 5 071        | 97,22        | 4 486       | 94,60       |

### Canton de Tinténiac
| Candidats  | Candidats        | Étiquette  | Premier tour | Premier tour |
| Candidats  | Candidats        | Étiquette  | Voix         | %            |
| ---------- | ---------------- | ---------- | ------------ | ------------ |
|            | André Lefeuvre*  | PRG        | 3 219        | 65,00        |
|            | Yvon Jacob       | RPR        | 1 330        | 26,86        |
|            | François Cobac   | PCF        | 225          | 4,54         |
|            | Jessie Gnovanona | FN         | 178          | 3,59         |
|            |                  |            |              |              |
| Inscrits   | Inscrits         | Inscrits   | 6 349        | 100,00       |
| Abstention | Abstention       | Abstention | 1 078        | 16,98        |
| Votants    | Votants          | Votants    | 5 271        | 83,02        |
| Exprimés   | Exprimés         | Exprimés   | 4 952        | 93,95        |

*sortant

### Canton de Vitré-Est
| Candidats  | Candidats        | Étiquette  | Premier tour | Premier tour |
| Candidats  | Candidats        | Étiquette  | Voix         | %            |
| ---------- | ---------------- | ---------- | ------------ | ------------ |
|            | Joseph Prudhomme | UDF-CDS    | 5 399        | 57,13        |
|            | Marin Tireau     | PS         | 2 122        | 22,45        |
|            | Pierrick Morin   | Verts      | 1 139        | 12,05        |
|            | Dominique Papin  | FN         | 510          | 5,40         |
|            | Yannick Tizon    | PCF        | 281          | 2,97         |
|            |                  |            |              |              |
| Inscrits   | Inscrits         | Inscrits   | 15 396       | 100,00       |
| Abstention | Abstention       | Abstention | 5 271        | 34,24        |
| Votants    | Votants          | Votants    | 10 125       | 65,76        |
| Exprimés   | Exprimés         | Exprimés   | 9 451        | 93,34        |